# Class of ’09
Class of ’09 ist eine US-amerikanische Miniserie, die von Tom Rob Smith erdacht wurde. Die Premiere der Miniserie fand am 10. Mai 2023 auf FX on Hulu statt, einem Bereich innerhalb des US-amerikanischen Streamingdienstes Hulu. Im deutschsprachigen Raum erfolgte die Erstveröffentlichung der Serie am 3. Januar 2024 durch Disney+ via Star als Original.

## Handlung
In einer nicht allzu fernen Zukunft hat sich das US-amerikanische Justiz- und Strafrechtssystem durch den Einsatz von künstlicher Intelligenz grundlegend verändert. Die Erzählung folgt dem Leben und Wirken einer Gruppe von FBI-Agenten, die 2009 ihren Abschluss in Quantico gemacht haben und nach dem Tod eines gemeinsamen Freundes wieder zusammenfinden. Im Fokus stehen dabei auch ihre Karrierewege und wie sich die US-amerikanische Gesellschaft im Zuge des technologischen Fortschritts gewandelt hat und welche Folgen dies mit sich brachte. Die Erzählung erstreckt sich über drei Jahrzehnte und spielt sich in drei miteinander verwobenen Zeitebenen ab. Diese Zeitebenen umfassen die Jahre 2009 (Vergangenheit), 2023/2025 (Gegenwart) und 2034 (Zukunft).

## Besetzung und Synchronisation
Die deutschsprachige Synchronisation entstand nach den Dialogbüchern von Yannick Forstenhäusler und Barbara Bayer-Schur sowie unter der Dialogregie von Karl Waldschütz durch die Synchronfirma Iyuno-SDI Group Germany in Berlin.
| Rolle                | Schauspieler      | Synchronsprecher         |
| -------------------- | ----------------- | ------------------------ |
| Tayo Michaels        | Brian Tyree Henry | Dennis Schmidt-Foß       |
| Ashley Poet          | Kate Mara         | Manja Doering            |
| Hour Nazari          | Sepideh Moafi     | Giuliana Jakobeit        |
| Daniel Lennix        | Brian J. Smith    | Florian Hoffmann         |
| Gabriel              | Jon Jon Briones   | Asad Schwarz             |
| Drew                 | Brooke Smith      | Daniela Hoffmann         |
| Murphy               | Jake McDorman     | Armin Schlagwein         |
| Dr. Vivienne McMahon | Rosalind Eleazar  | Claudia Urbschat-Mingues |

## Episodenliste
| Nr. | Deutscher Titel              | Originaltitel             | Erstveröffentlichung (USA) | Deutschsprachige Erstveröffentlichung (D/A/CH) | Regie                         | Drehbuch                       |
| --- | ---------------------------- | ------------------------- | -------------------------- | ---------------------------------------------- | ----------------------------- | ------------------------------ |
| 1   | Teil von etwas               | Part of Something         | 10. Mai 2023               | 3. Jan. 2024                                   | Sunu Gonera & Joe Robert Cole | Tom Rob Smith                  |
| 2   | Der Fitnesstest              | The Fitness Test          | 10. Mai 2023               | 3. Jan. 2024                                   | Sunu Gonera                   | Tom Rob Smith                  |
| 3   | Danke, dass Sie nicht fahren | Thank You for Not Driving | 17. Mai 2023               | 3. Jan. 2024                                   | Amanda Marsalis               | Tom Rob Smith                  |
| 4   | Nicht deine Freundin         | Not Your Girlfriend       | 24. Mai 2023               | 3. Jan. 2024                                   | Amanda Marsalis               | Tom Rob Smith                  |
| 5   | Das Problem sind die Leute   | The Problem Is People     | 31. Mai 2023               | 3. Jan. 2024                                   | Steven Canals                 | Tom Rob Smith & Jihan Crowther |
| 6   | Hogan’s Alley                | Hogan’s Alley             | 7. Juni 2023               | 3. Jan. 2024                                   | Steven Canals                 | Tom Rob Smith                  |
| 7   | Verkündungen                 | Orders Night              | 14. Juni 2023              | 3. Jan. 2024                                   | Joe Robert Cole               | Tom Rob Smith                  |
| 8   | Abschluss                    | Graduation                | 21. Juni 2023              | 3. Jan. 2024                                   | Joe Robert Cole               | Tom Rob Smith                  |